# Comté de West Arthur
Le Comté de West Arthur est une zone d'administration locale au sud-est de l'Australie-Occidentale en Australie. Le comté est situé à 200 kilomètres au sud-est de Perth, la capitale de l'État. 
Le centre administratif du comté est la ville de Darkan.
Le comté est divisé en un certain nombre de localités:
- Darkan
- Arthur River
- Boolading
- Bowelling
- Cordering
- Duranillin
- Moodiarrup
- Trigwell

Le comté a 9 conseillers locaux et est divisé en 4 circonscriptions
- North West (3 conseillers)
- North East (2 conseillers)
- South East (2 conseillers)
- South West (2 conseillers).